# Leny Caldeira
Leny Caldeira (Itabira, Minas Gerais, 2 de novembro de 1932) é uma cantora e compositora brasileira.
Caldeira começou sua carreira na década de 1950, gravando na RCA Victor, o samba "A Luz dos Teus Olhos" e o samba-canção "Ingratidão". Também se apresentou em diversos rádios no Brasil. Gravou discos pelas gravadoras Columbia, Chanteclair e RCA Victor.